# Segundo processo de vacância presidencial contra Martín Vizcarra
O segundo processo de vacância presidencial contra Martín Vizcarra foi uma ação iniciada pelo Congresso da República do Peru sob o fundamento de "incapacidade moral permanente" do Presidente da República, Martín Vizcarra. Em 20 de outubro de 2020, as bancadas dos partidos Unión por el Perú, Podemos Perú, Frente Amplio e outros alcançaram o nível de assinaturas necessário para apresentar a chamada "moção de vacância" por supostos casos de corrupção do presidente durante seu mandato como governador regional de Moquegua.
Inicialmente, o debate para a admissão da moção de vacância ocorreria no dia 31 de outubro, mas posteriormente foi estendido até a primeira semana de novembro sem especificar o dia exato. Por fim, decidiu-se que sua a admissão seria debatida no dia 2 de novembro. Chegada a data, a moção foi admitida ao debate com 60 votos favoráveis, 40 contrários e 18 abstenções, razão pelo qual o presidente da república teve de comparecer à sessão plenária de 9 de novembro para exercer seu direito de defesa.
Depois de ouvir o presidente Vizcarra, o Congresso debateu e aprovou a destituição por incapacidade moral por 105 votos a favor. Vizcarra tornou-se o terceiro presidente a ser declarado nesta situação, depois de Guillermo Billinghurst (1914) e Alberto Fujimori (2000). Após a destituição de Vizcarra, Manuel Merino tornou-se o novo presidente do país.

## Votação do Congresso
| Presidente           | Data                                           | Voto      | Accion Popular | Alianza Para el Progreso | FREPAP | Fuerza Popular | UPP | Podemos Peru | Somos Peru | Partido Morado | Frente Amplio | Ind. | Total     |
| -------------------- | ---------------------------------------------- | --------- | -------------- | ------------------------ | ------ | -------------- | --- | ------------ | ---------- | -------------- | ------------- | ---- | --------- |
| Martín Vizcarra ind. | 9 de novembro de 2020 Moção aprovada Condenado | Sim       | 18             | 20                       | 14     | 15             | 12  | 10           | 7          |                | 6             | 3    | 105 / 130 |
| Martín Vizcarra ind. | 9 de novembro de 2020 Moção aprovada Condenado | Não       | 4              |                          |        |                |     | 1            | 2          | 9              | 2             | 1    | 19 / 130  |
| Martín Vizcarra ind. | 9 de novembro de 2020 Moção aprovada Condenado | Ausente   |                |                          | 1      |                | 1   |              |            |                |               |      | 2 / 130   |
| Martín Vizcarra ind. | 9 de novembro de 2020 Moção aprovada Condenado | Abstenção | 2              | 1                        |        |                |     |              |            |                |               | 1    | 4 / 130   |